# Thường Tín (huyện)
Thường Tín là một huyện ngoại thành cũ nằm ở phía nam thành phố Hà Nội, Việt Nam.

## Địa lý
Huyện Thường Tín nằm ở phía nam của thủ đô Hà Nội, cách trung tâm thành phố khoảng 16 km, có vị trí địa lý:
- Phía đông giáp huyện Văn Giang và huyện Khoái Châu thuộc tỉnh Hưng Yên với ranh giới tự nhiên là sông Hồng
- Phía tây giáp huyện Thanh Oai
- Phía nam giáp huyện Phú Xuyên
- Phía bắc giáp huyện Thanh Trì.

Huyện có diện tích: 127,59 km², dân số năm 2021 là 262.222 người.
Dân tộc: Đa số là người Kinh.
Tôn giáo: Phật giáo, Thiên Chúa giáo, Tin Lành. 6% dân số theo đạo Thiên Chúa.
Đa phần diện tích huyện là đồng bằng, được bồi đắp bởi hai 2 dòng sông chính là sông Hồng và sông Nhuệ.

## Lịch sử
Thường Tín nguyên là tên của một phủ thuộc Trấn Sơn Nam từ thời Lê đến thời nhà Nguyễn. Thời đó Phủ Thường Tín thuộc tỉnh Hà Nội, sau thuộc tỉnh Hà Đông. Phủ Thường Tín bấy giờ bao gồm các huyện: Thanh Trì, Thượng Phúc (là Thường Tín ngày nay), Phú Xuyên.
Ngày 21 tháng 4 năm 1965, huyện Thường Tín thuộc tỉnh Hà Tây (do hợp nhất 2 tỉnh Hà Đông và Sơn Tây), gồm 32 xã: Chương Dương, Đại Áng, Dũng Tiến, Duyên Thái, Hà Hồi, Hiền Giang, Hòa Bình, Hồng Vân, Khánh Hà, Lê Lợi, Liên Ninh, Liên Phương, Minh Cường, Nghiêm Xuyên, Ngọc Hồi, Nguyễn Trãi, Nhị Khê, Ninh Sở, Quất Động, Tả Thanh Oai, Tân Minh, Thắng Lợi, Thống Nhất, Thư Phú, Tiền Phong, Tô Hiệu, Tự Nhiên, Văn Bình, Vạn Điểm, Văn Phú, Vân Tảo và Văn Tự.
Ngày 29 tháng 12 năm 1975, huyện Thường Tín thuộc tỉnh Hà Sơn Bình (do hợp nhất 2 tỉnh Hà Tây và Hòa Bình).
Ngày 29 tháng 12 năm 1978, 4 xã ở phía bắc huyện Thường Tín là: Đại Áng, Liên Ninh, Ngọc Hồi và Tả Thanh Oai được sáp nhập vào huyện Thanh Trì. Huyện Thường Tín còn lại 28 xã: Chương Dương, Dũng Tiến, Duyên Thái, Hà Hồi, Hiền Giang, Hòa Bình, Hồng Vân, Khánh Hà, Lê Lợi, Liên Phương, Minh Cường, Nghiêm Xuyên, Nguyễn Trãi, Nhị Khê, Ninh Sở, Quất Động, Tân Minh, Thắng Lợi, Thống Nhất, Thư Phú, Tiền Phong, Tô Hiệu, Tự Nhiên, Văn Bình, Vạn Điểm, Văn Phú, Vân Tảo và Văn Tự.
Ngày 19 tháng 3 năm 1988, thành lập thị trấn Thường Tín trên cơ sở điều chỉnh một phần diện tích tự nhiên và nhân khẩu của các xã Văn Bình, Văn Phú và Hà Hồi.
Ngày 12 tháng 8 năm 1991, Thường Tín trở lại thuộc tỉnh Hà Tây và đến ngày 1 tháng 8 năm 2008, cùng với toàn bộ tỉnh Hà Tây, huyện Thường Tín được sáp nhập về thủ đô Hà Nội theo nghị quyết của Quốc hội Việt Nam.
Ngày 1 tháng 1 năm 2025, sáp nhập xã Thư Phú vào xã Chương Dương; sáp nhập xã Vạn Điểm và xã Thống Nhất thành xã Vạn Nhất.
Huyện Thường Tín có 1 thị trấn và 26 xã, giữ ổn định cho đến nay.

## Hành chính
Huyện Thường Tín có 29 đơn vị hành chính cấp xã trực thuộc, bao gồm thị trấn Thường Tín (huyện lỵ) và 28 xã: Chương Dương, Dũng Tiến, Duyên Thái, Hà Hồi, Hiền Giang, Hòa Bình, Khánh Hà, Hồng Vân, Lê Lợi, Liên Phương, Minh Cường, Nghiêm Xuyên, Nguyễn Trãi, Nhị Khê, Ninh Sở, Quất Động, Tân Minh, Thắng Lợi, Tiền Phong, Tô Hiệu, Tự Nhiên, Vạn Nhất, Văn Bình, Văn Phú, Văn Tự, Vân Tảo,Nụ Hiệp, Thống Nhất

## Kinh tế - xã hội
- Công nghiệp - xây dựng: 53,4%
- Thương mại dịch vụ: 32,5%
- Nông nghiệp: 14,1%

Hiện nay huyện có nhiều công trình, dự án đầu tư như:
- Khu công nghiệp phía bắc Thường Tín (chưa đầu tư).
- Khu công nghiệp Hà Bình Phương nằm ở khu vực các xã: Hà Hồi, Văn Bình và Liên Phương.
- Khu công nghiệp Phụng Hiệp nằm ở vị trí 4 xã: xã Thắng Lợi, xã Dũng Tiến, xã Tô Hiệu, xã Nghiêm Xuyên.
- Cụm công nghiệp Quất Động nằm trên địa bàn xã Quất Động.
- Cụm công nghiệp Duyên Thái nằm ở xã Duyên Thái, liền kề Quốc lộ 1 và cụm công nghiệp Liên Phương ở đội 7, xã Liên Phương.
- Cụm công nghiệp làng nghề: Vạn Điểm (mộc), cụm công nghiệp làng nghề Duyên Thái (sơn mài); Cụm công nghiệp làng nghề mây tre đan (Ninh Sở), cụm công nghiệp làng nghề Tiền Phong (bông len), cụm công nghiệp làng nghề mộc Văn Tự.
- Nhà máy bia Việt Nam có địa chỉ tại đường tỉnh lộ 427B, xã Vân Tảo, chuyên sản xuất các loại bia ngoại: Heineken, Tiger, ...

### Giáo dục
Huyện có:
- Trường Đại học Thủ Đô Hà Nội
- Trường Cao đẳng Truyền hình
- Trường Cao đẳng Kỹ thuật - Công nghệ Bách Khoa (CTECH)
- Trường Cao đẳng Kinh tế Kỹ thuật và Công nghệ (CS1)
- Trường THPT Thường Tín
- Trường THPT Nguyễn Trãi - Thường Tín
- Trường THPT Lý Tử Tấn
- Trường THPT Vân Tảo
- Trường THPT Tô Hiệu - Thường Tín
- Trường THPT Phùng Hưng
- 30 trường THCSː THCS Thường Tín (nay là THCS Nguyễn Trãi A), Thị trấn Thường Tín, Chương Dương, Dũng Tiến, Duyên Thái, Hà Hồi, Hiền Giang, Hòa Bình, Hồng Vân, Khánh Hà, Lê Lợi, Liên Phương, Minh Cường, Nghiêm Xuyên, Nguyễn Trãi, Nhị Khê, Ninh Sở, Quất Động, Tân Minh, Thắng Lợi, Thống Nhất, Thư Phú, Tiền Phong, Tô Hiệu, Tự Nhiên, Văn Bình, Vạn Điểm, Văn Phú, Vân Tảo, Văn Tự, Tiểu học và THCS Thăng Long.
- 29 trường tiểu họcː Thị trấn Thường Tín, Chương Dương, Dũng Tiến, Duyên Thái, Hà Hồi, Hiền Giang, Hòa Bình, Hồng Vân, Khánh Hà, Lê Lợi, Liên Phương, Minh Cường, Nghiêm Xuyên, Nguyễn Trãi, Nhị Khê, Ninh Sở, Quất Động, Tân Minh, Thắng Lợi, Thống Nhất, Thư Phú, Tiền Phong, Tô Hiệu, Tự Nhiên, Văn Bình, Vạn Điểm, Văn Phú, Vân Tảo, Văn Tự, Tiểu học và THCS Thăng Long.

### Y tế
- Bệnh viện đa khoa huyện Thường Tín
- Bệnh viện tâm thần Trung ương 1 (xã Hòa Bình)
- Viện Giám định Pháp Y tâm thần Trung ương (xã Hòa Bình)

Huyện hiện nay có các trung tâm y tế, trung tâm dân số và bệnh viện đa khoa huyện Thường Tín hàng năm chữa trị cho hàng vạn người trong huyện cũng như các địa phương lân cận. Ngoài ra 100% các trung tâm y tế xã trong huyện đã có các bác sĩ khám, chữa bệnh.

## Văn hóa
Huyện có 126 làng cổ, hiện thời được phân thành 169 thôn, cụm dân cư, tổ dân phố tại 28 xã và 1 thị trấn. Được thừa hưởng truyền thống lịch sử văn hóa đặc sắc của vùng ven đô. Trong các cuộc đấu tranh của dân tộc Việt Nam, vùng đất này có nhiều dấu ấn đi vào lịch sử.
Huyện đã có nhiều di chỉ khảo cổ học của thời ký đồ đá mới, thời kỳ văn hóa Đông Sơn. Tình cờ, trong quá trình sản xuất người dân xã Thắng Lợi đã tìm được những hiện vật gồm 21 rìu đá được chế tác khá tinh xảo trong một ngôi mộ bên dòng sông Kim Ngưu. Cách đó 3 km, họ đào được nhiều mộ thuyền tương tự như các hiện vật tại di chỉ xã Châu Can huyện Phú Xuyên chứa đựng các đồ tùy táng bằng đồng: mũ, lá chắn, giáo, tên... Tất cả đã được Bảo tàng tỉnh đưa về bảo quản và trưng bày.
Nhiều địa danh đã được sử sách ghi lại như Chương Dương Độ, diễn ra trận chiến 1285 của nhà Trần dẫn đến chiến thắng cuộc xâm lược Đại Việt lần thứ hai của nhà Nguyên. Hà Hồi nơi mở màn chiến thắng giặc Mãn Thanh của vua Quang Trung trên đường tiến đánh thành Thăng Long.
Huyện là vùng đất khoa bảng. Trong danh sách ghi tên những người đỗ tiến sĩ qua các Triều đại phong kiến, Thường Tín là huyện đứng đầu về con số đăng khoa (gần 70 người). Nhiều dòng họ, nhiều gia đình nối đời đỗ đạt, điển hình là họ Vũ làng Ba Lăng thuộc xã Dũng Tiến được coi là đất học với nhiều người học rộng tài cao. Họ Ngô ở Nghiêm Xá (Nghiêm Xuyên) với 3 cha con cùng đỗ đại khoa. Họ Từ ở làng Khê Hồi xã Hà Hồi được gọi là "Họ Tiến sĩ" vì có đông người đỗ khoa bảng. Gia đình Nguyễn Phi Khanh làng Nhị Khê, cả cha và con đều đỗ Thái Học Sinh năm 1400 (tương đương Tiến sĩ), sau này Nguyễn Trãi với tài văn võ song toàn đã có công lớn trong việc giúp Lê Lợi đánh thắng nhà Minh. Sáu trăm năm sau ngày sinh, Nguyễn Trãi được UNESCO đưa vào danh sách những nhân vật kiệt xuất nhất của lịch sử nhân loại là Danh nhân văn hoá thế giới.
Trong hệ thống các di tích cổ, toàn huyện có 385 điểm được Nhà nước Việt Nam xếp hạng gần 100 điểm, một số điểm được đề nghị xếp hạng đặc biệt như: Chùa Đậu thuộc xã Nguyễn Trãi, nơi lưu giữ di hài theo phương thức "Tượng táng" như cách gọi của GS-TS Nguyễn Lân Cường; chùa Mui xã Tô Hiệu, một cụm kiến trúc còn khá nguyên bản cuối thế kỷ 14; đền thờ Nguyễn Trãi ở làng Nhị Khê, ... Về di sản văn hóa phi vật thể, huyện còn lưu giữ nhiều tục ngữ, dân ca địa phương, các sinh hoạt lễ hội các tích trò cổ: kéo lửa nấu cơm thi Từ Vân xã Lê Lợi, các cuộc thi võ cổ truyền, hát trống quân...

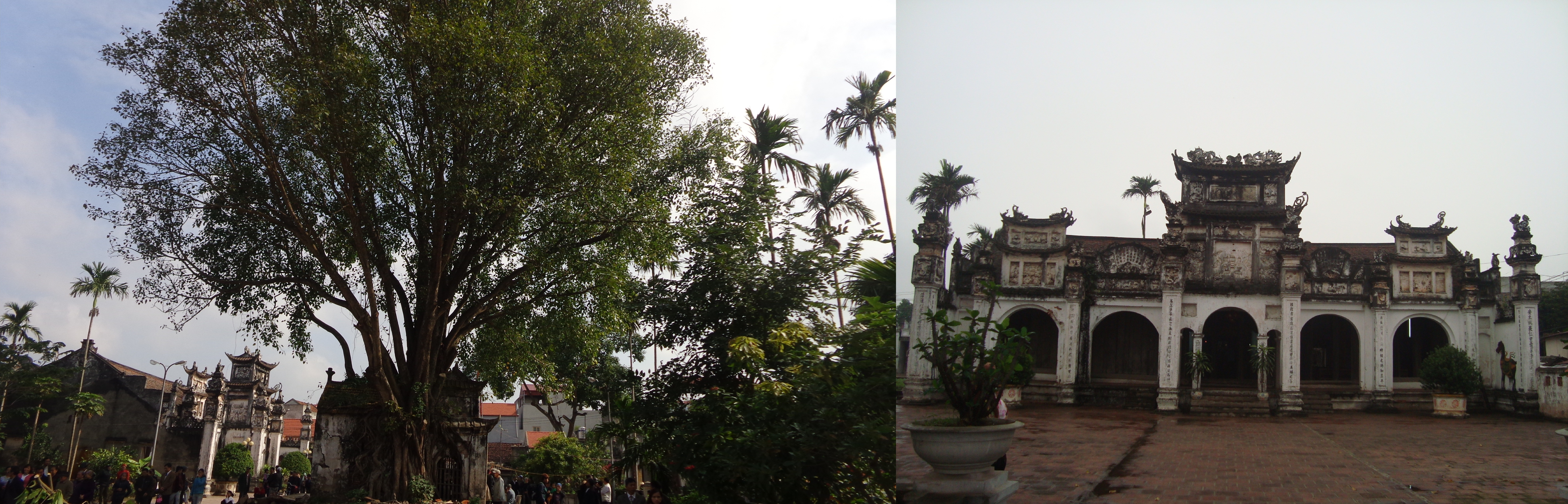
Chùa Mui

Huyện đã triển khai Phong trào toàn dân đoàn kết xây dựng đời sống văn hoá, thực thiện nếp sống văn minh trong nếp sống xã hội như cưới, tang, hội hè, và các lễ thức khác. Đã có 78% số hộ đạt Gia đình văn hoá, 58 làng đạt danh hiệu Làng văn hoá, 58 cơ quan, đơn vị doanh nghiệp văn hoá.
Vùng đất được coi là đất tổ của nghề thêu nay là Quất Động. Từ xa xưa hàng thêu ở Quất Động chủ yếu phục vụ các tầng lớp giàu sang quý tộc, đền chùa và phường tuồng. Kỹ thuật cũng đơn giản quanh quẩn nhuộm có 5 màu chỉ: vàng, đỏ, xanh, lục, tím. Ngày nay hàng thêu ngoài mục đích sử dụng còn mang tính nghệ thuật. Ngày càng có thêm nhiều nguyên liệu, vật liệu như xa tanh, chỉ tơ, thuốc nhuộm nhiều màu, kỹ thuật tinh xảo. Từ những mặt hàng thêu phổ biến như gối, áo, khăn... đến những hàng tinh xảo hơn như tranh chân dung, tranh bản...

### Di tích lịch sử
Thường Tín thực sự là một vùng quê tươi đẹp với những di tích lịch sử nổi tiếng là:
- Đình An Lãng ở xã Văn Tự, Thường Tín Hà Nội Thờ Vua Lê Đại Hành và các hoàng tử con vua.
- Đền Vĩnh Mộ ở xã Nguyễn Trãi, Thường Tín Hà Nội thờ Hiển Ứng Linh Chương Tôn Thần thời 12 sứ quân, là vị tướng nhà Đinh có công giúp Đinh Bộ Lĩnh đánh dẹp 12 sứ quân.[9]
- Chùa Đại Minh (Thôn Duyên Trường, xã Duyên Thái)
- Đền Thờ Nguyễn Trãi ở xã Nhị Khê
- Chùa Đậu ở xã Nguyễn Trãi
- Đình thờ Chử Đồng Tử - Tiên Dung (xã Tự Nhiên bên dòng sông Hồng)
- Chùa Mui (xã Tô Hiệu)
- Đình Nghiêm Xá - Nghiêm Xuyên
- Cụm di tích đình chùa Liễu Viên - Nghiêm Xuyên
- Đình Cống Xuyên - Nghiêm Xuyên
- Đền Đông Bộ Đầu (xã Vạn Nhất)
- Đình Là (Xã Tân Minh)
- Lăng đá Quận Vân (xã Vân Tảo)
- Đình và chùa Xâm Động (xã Vân Tảo)
- [10] Bến và Đền, chùa Chương Dương (xã Chương Dương)
- Khu đền Lộ, Xâm Dương, đền Sở, đền Dầm, đình chùa đền, lăng Bồ Tát Ninh Xá (xã Ninh Sở)
- Đền, chùa, đình Văn Trai, Yên Phú (xã Văn Phú)
- Đình Đan Nhiễm (xã Khánh Hà)
- Đình Thượng Cung, Ngọc Động (xã Tiền Phong)
- Chùa Pháp Vân (thôn Văn Giáp, xã Văn Bình)

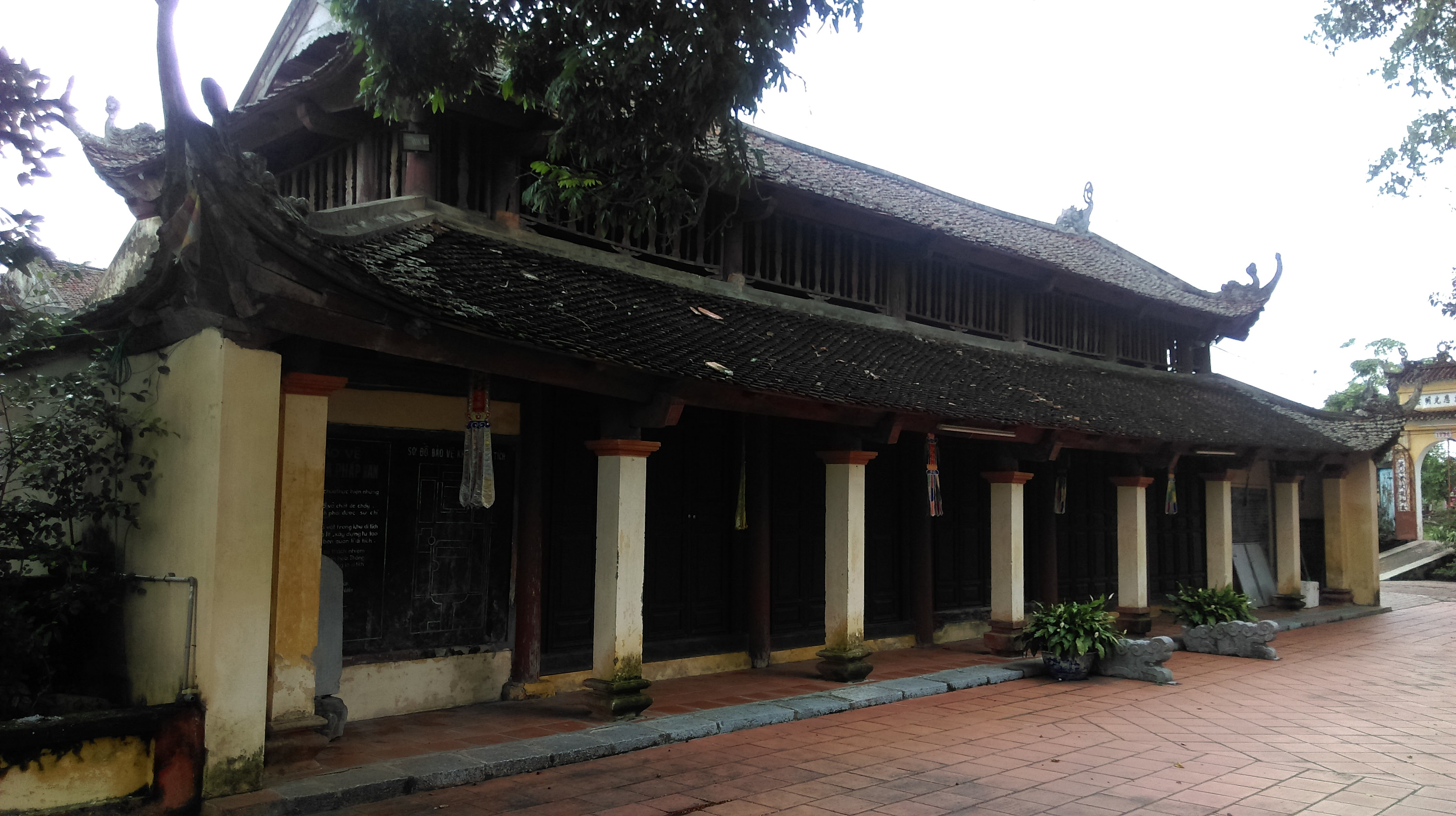

- Đình Bình Vọng, Chùa Văn Hội (xã Văn Bình)
- Đình Vĩnh Lộc, Phú Mỹ (xã Chương Dương)
- Đình Tự Nhiên, Bãi Nổi sông Hồng nơi Chử Đồng Tử gặp Tiên Dung...
- Khu tưởng niệm Nguyễn Trãi, Ao Huê, Trại Ổi, nhà bia Bãi Sếu... (xã Nhị Khê)
- Cụm di tích lịch sử văn hóa Đình - Chùa: Thôn Đống Chanh - xã Minh Cường

## Giao thông
Thường Tín có hệ thống đường giao thông thuận lợi với hai tuyến đường bộ chạy dọc huyện là Quốc lộ 1 dài 17,2 km và đường cao tốc Pháp Vân – Cầu Giẽ dài 17 km. Chạy ngang huyện là tuyến đường tỉnh lộ 427 (đường 71 cũ) từ dốc Vân La (xã Hồng Vân) đến thị trấn Thường Tín và kết thúc ở huyện Thanh Oai. Dự kiến sẽ xây cầu Mễ Sở nối với huyện Văn Giang của tỉnh Hưng Yên nằm trên đường vành đai 4 vùng thủ đô Hà Nội.
Trên Huyện có tuyến đường sắt Bắc Nam chạy qua với 3 nhà ga là ga Thường Tín, ga Chợ Tía và ga Vạn Điểm (tên khác là ga Đỗ Xá).
Đường thủy có sông Hồng, với cảng Hồng Vân, cảng Vạn Điểm. Qua sông đi Tứ Dân, Khoái Châu, Phố Nối và thành phố Hưng Yên.
Hiện nay, huyện Thường Tín đang đầu tư xây dựng khu đô thị Duyên Thái nằm ở phía bắc huyện, giáp ranh với xã Liên Ninh của huyện Thanh Trì.

### Đường phố
- Dương Chính
- Dương Trực Nguyên
- Hùng Nguyên
- Lý Tử Tấn
- Ngô Hoan
- Nguyễn Phi Khanh
- Nguyễn Vĩnh Tích
- Phương Dung
- Thượng Phúc
- Trần Lư
- Trần Trọng Liêu
- Từ Giấy

### Hệ Thống xe buýt:

#### Điểm đầu cuối
- Bến xe Thường Tín (62, 108, 113, 125)
- Hồng Vân (6B)
- Khánh Hà (12)
- Duyên Thái (21B)

#### Các tuyến xe buýt đang hoạt động
| Tuyến xe buýt                                 | Lộ trình trong khu vực huyện Thường Tín                                                                      |
| --------------------------------------------- | --- |
| 06A(Bến xe Giáp Bát - Cầu Giẽ                 | ... - Phương Dung - Quán Gánh - Trần Lư - Hùng Nguyên - Tía - Đỗ Xá - ...                                    |
| 06B(Bến xe Giáp Bát - Hồng Vân(Thường Tín))   | ... - Phương Dung - Quán Gánh - Trần Lư - Trần Trọng Liêu - Tỉnh lộ 427 - Hồng Vân (Vân La, Thường Tín).     |
| 06C(Bến xe Giáp Bát - Phú Minh(Phú Xuyên))    | ... - Phương Dung - Quán Gánh - Trần Lư - Hùng Nguyên - Tía - Ngã ba Đỗ Xá - ...                             |
| 06D (Bến xe Giáp Bát- Tân Dân(Phú Xuyên))     | ... - Phương Dung - Quán Gánh - Trần Lư - Hùng Nguyên - Tía - Quốc lộ 1 - ...                                |
| 06E(Bến xe Giáp Bát - Phú Túc(Phú Xuyên))     | ... - Phương Dung - Quán Gánh - Trần Lư - Hùng Nguyên - Tía - Quốc lộ 1 - ...                                |
| 12(Công viên Nghĩa Đô - Khánh Hà(Thường Tín)) | ... - Khánh Hà (Thường Tín).                                                                                 |
| 21B(Duyên Thái(Thường Tín) - Bến xe Mỹ Đình)  | Duyên Thái (điểm đỗ xe buýt - cạnh UBND xã Duyên Thái, Thường Tín) - đường làng Hạ Thái -...                 |
| 62(Bến xe Yên Nghĩa - Bến xe Thường Tín)      | ... - Phương Dung - Quán Gánh - Trần Lư - Hùng Nguyên - Bến xe Thường Tín                                    |
| 94(Bến xe Giáp Bát - Kim Bài)                 | ... - Phương Dung - Quán Gánh - Trần Lư - Hùng Nguyên - Thượng Phúc - Dương Trực Nguyên - Tỉnh lộ 427B - ... |
| 101A(Bến xe Giáp Bát - Vân Đình)              | ... - Phương Dung - Quán Gánh - Trần Lư - Hùng Nguyên - Tía - Đỗ Xá - ...                                    |
| 101B(Bến xe Giáp Bát - Đại Cường(Ứng Hòa))    | ... - Phương Dung - Quán Gánh - Trần Lư - Hùng Nguyên - Tía - Đỗ Xá - ...                                    |
| 108(Bến xe Thường Tín - Minh Tân)             | Bến xe Thường Tín - Hùng Nguyên - Tía - Quốc lộ 1 - ...                                                      |
| 113(Bến Xe Thường Tín -Bến đò Vườn Chuối)     | Bến xe Thường Tín - Quốc lộ 1A - đường liên xã Thắng Lợi, Dũng Tiến, Nghiêm Xuyên- ...                       |
| 125(Bến xe Thường Tín - Tế Tiêu)              | Bến xe Thường Tín - Quốc lộ 1A - Hùng Nguyên - Thượng Phúc - Dương Trực Nguyên - Tỉnh lộ 427B - ...          |

## Người nổi tiếng
Qua các Triều đại phong kiến, huyện Thường Tín có 64 người đỗ đạt, khoa bảng cùng các người nổi tiếng trong xã hội ở các thời kỳ sau, cụ thể là:
- Trần Hòa, Trần Điện và Trần Điền, người phủ Thường Tín, tỉnh Hà Đông dưới triều vua Lý Nam Đế, đã dạy nghề kim hoàn cho thợ bạc ở trong nước.
- Cha con Nguyễn Phi Khanh - Nguyễn Trãi.
- Lý Tử Tấn người làng Triều Đông, xã Tân Minh, cùng đỗ Thái học sinh và cùng tham gia chống giặc Minh dưới cờ Lê Lợi cùng Nguyễn Trãi
- Nguyễn Chí (Hoàng Giáp) người xã Cao Xá, huyện Thượng Phúc, nay là thôn Cao Xá, xã Dũng Tiến, huyện Thường Tín, Hà Nội. Đỗ Đệ nhị giáp Tiến sĩ xuất thân (Hoàng Giáp) khoa Mậu Thìn, niên hiệu Đoan Khánh thứ 4 (1508), đời vua Lê Uy Mục. Quan Thị Lang (thuộc dòng họ Nguyễn lớn nhất thôn Cao Xá trên, hậu duệ là các ông Nguyễn Đăng Trình, Nguyễn Đăng Đệ, Nguyễn Đăng Chu).
- Lê Công Hành (làng Quất Động) - là ông tổ nghề thêu ren...
- Dương Trực Nguyên - đỗ tiến sĩ. Thời Lê sơ là phó suý hội Tao Đàn của vua Lê Thánh Tông.
- Ngô Hoan - đỗ Hoàng giáp năm 1484, người làng Nghiêm Xá, Nghiêm Xuyên- Đô Ngự sử - Hội viên Hội Tao đàn của vua Lê Thánh Tông. Cụ có hai con trai là Ngô Ước, Ngô Hoành cùng thi đỗ Hoàng giáp và Đồng tiến sĩ xuất thân khoa thi năm 1527 đời vua Lê Cung Hoàng.
- Lương Văn Can người (làng) xã Nhị Khê, nhà cách mạng Việt Nam, khởi xướng phong trào Đông Kinh nghĩa thục.
- Trần Lư, tiến sĩ triều Lê, ông tổ nghề sơn ta.
- Từ Trọng Đĩnh (1689) Đệ tam giáp đồng Tiến sĩ xuất thân, người xã Phương Quế huyện Thượng Phúc (nay thuộc xã Liên Phương huyện Thường Tín). Ông là em của Từ Bá Cơ, làm quan Giám sát Ngự sử.
- Nguyễn Khánh, Phó thủ tướng, quê xã Hà Hồi.
- Lê Liêm, Phó Chủ nhiệm Tổng cục Chính trị Quân đội Nhân dân Việt Nam, Thứ trưởng Bộ Văn hóa, Thứ trưởng Bộ Giáo dục, Chủ nhiệm Văn phòng Văn giáo Phủ Thủ tướng.
- Vũ Kỳ (1921-2005), Thư ký riêng của Chủ tịch Hồ Chí Minh; nguyên Đại biểu Quốc hội nước Cộng hòa Xã hội Chủ nghĩa Việt Nam; nguyên Giám đốc Bảo tàng Hồ Chí Minh.
- Phạm Khôi Nguyên, nguyên Uỷ viên Ban Chấp hành Trung ương Đảng Cộng sản Việt Nam, Bộ trưởng bộ Tài nguyên Môi trường, Đại biểu Quốc hội khoá XII, quê xã Ninh Sở.
- Tạ Xuân Đại, nguyên Phó Trưởng ban Tổ chức Trung ương Đảng Cộng sản Việt Nam, quê xã Quất Động.
- Nguyễn Văn Tâm, nguyên Uỷ viên Ban Chấp hành Trung ương Đảng Cộng sản Việt Nam, Bí thư Tỉnh ủy, Chủ tịch Hội đồng Nhân dân tỉnh Hà Tây, quê xã Văn Bình, đã mất ngày 23/1/2019.
- Luật sư Vũ Văn Mẫu, nguyên Thủ tướng, Tổng trưởng Ngoại giao của Việt Nam Cộng hòa, quê xã Quất Động.
- Nhà nhiếp ảnh Nguyễn Bá Khoản, nghệ sĩ nhiếp ảnh Việt Nam được tặng Giải thưởng Hồ Chí Minh về văn học nghệ thuật đợt I, quê Xã Nghiêm Xuyên
- Đỗ Việt Khoa là một giáo viên, ông nổi tiếng sau những lần tố cáo hành vi tiêu cực trong thi cử tại Hà Tây (cũ). Nhờ hành động này, ngay trong năm 2006, Bộ Giáo dục và Đào tạo Việt Nam phát động phong trào "Hai không": Nói không với bệnh thành tích và tiêu cực trong thi cử. Sau đó được làm khách mời của chương trình "Người đương thời" trên VTV3 của Đài Truyền hình Việt Nam. quê Xã Vân Tảo
- Anh hùng Lao động Giáo sư Từ Giấy nguyên viện trưởng Viện Dinh Dưỡng Quốc gia , quê ở Làng Khê Hồi, xã Hà Hồi
- Ngân Giang tên khai sinh Đỗ Thị Quế là một nữ thi sĩ Việt Nam , sinh ra ở Phố Hàng Trống, quê gốc thôn Hướng Dương,  xã Thắng Lợi
- Minh Tâm tên đầy đủ Nguyễn Minh Tâm (1931 – 2019) là nam nghệ sĩ thiết kế âm thanh, tiếng động của điện ảnh Việt Nam, ông tham gia sản xuất hơn 2000 tác phẩm từ điện ảnh, phim dài tập đến các phim tài liệu; ông cũng tham gia đóng vai quần chúng trong một vài bộ phim. Ông được mệnh danh là "ông vua tiếng động" đất Bắc. Quê ở thôn Trát Cầu, xã Tiền Phong

## Làng nghề
Thường Tín vùng đất trăm nghề, nơi có rất nhiều và dày đặc làng nghề, làng có nghề. Huyện cũng là trung tâm, cái nôi của làng nghề. Thực tế xét theo ocop thì hầu như tất cả các huyện khác gần Thường Tín cũng có nhiều làng nghề, làng có nghề và nghề phụ, sản phẩm sở hữu, nghề sở hữu trí tuệ... Toàn huyện có 126 làng nghề và làng có nghề trong đó có 48 làng nghề đã được cấp bằng công nhận. Các làng nghề cũ, nghề mới, địa phương có nghề tại huyện:
- Làng nghề đan lưới Trần Phú (Minh Cường)
- Nghề mộc ở xã Minh Cường
- Làng nghề thủy tinh Giáp Long (Vạn Nhất)
- Làng nghề tiện gỗ thôn Nhị Khê (Nhị Khê)
- Làng nghề sơn mài Hạ Thái (Duyên Thái)
- Làng nghề thêu các thôn ở xã Quất Động
- Nghề thêu thôn ở xã Dũng Tiến
- Nghề làm vàng mã thôn Phúc Am (Duyên Thái)
- Làng nghề bánh giày Quán Gánh (Nhị Khê)
- Làng nghề mây tre đan ở xã Ninh Sở
- Nghề làm đồ vàng mã ở Văn Bình
- Làng nghề điêu khắc gỗ Nhân Hiền (Hiền Giang)
- Làng nghề xương sừng Thụy Ứng (Hòa Bình)
- Làng nghề mộc Phụng Công (Hòa Bình)
- Làng bông, chăn, ga, đệm Trát Cầu (Tiền Phong)
- Làng đồ mộc dân dụng Định Quán (Tiền Phong)
- Mộc, khuôn bánh trung thu Thượng Cung (Tiền Phong)
- Làng nghề mộc thôn Vạn Điểm (Vạn Điểm)
- Làng nghề hoa, cây cảnh Xâm Xuyên (Hồng Vân)
- Trồng hoa, sinh vật cảnh Cơ Giáo (Hồng Vân)
- Làng nghề tiện gỗ Trung Thôn (Nhị Khê)
- Làm áo long bào, áo hầu đồng thôn Đông Cứu (Dũng Tiến)
- Nghề buôn bán gia cầm Hà Vỹ (Lê Lợi)
- Nghề may cờ tổ quốc Từ Vân (Lê Lợi)
- Làng nghề mộc Phúc Trạch (Vạn Nhất)
- Làng sơn mài Duyên Trường (Duyên Thái)
- Làng nghề mộc, cơ khí Nguyên Hanh (Văn Tự)
- Làng nghề dệt đũi Cống Xuyên (Nghiêm Xuyên)
- Trồng cây gia vị ở xã Tân Minh
- Làng chăn ga gối đệm Ngọc Động (Tiền Phong)
- Làng nghề thêu ren xã Thắng Lợi
- Làng nghề trồng đào cây cảnh Đông Thai (Vân Tảo)
- Nghề may Gia Khánh (Nguyễn Trãi)
- Làng nghề thêu Đình Tổ (Nguyễn Trãi)
- Làng nghề mộc ở An Định (Tô Hiệu)
- Làng nghề hoa sinh vật cảnh Nội Thôn (Vân Tảo)
- Làng nghề kim khí Liễu Nội (Khánh Hà)
- Làng nghề mộc cao cấp Đặng Xá (Vạn Điểm).